# Volvo
Tập đoàn Ô tô Volvo (tiếng Thụy Điển: Volvo personvagnar) hay còn gọi là Volvo Personvagnar AB, là một nhà sản xuất ô tô hạng sang của Thụy Điển, thuộc sở hữu của Tập đoàn Cổ phần Cát Lợi Chiết Giang (Zhejiang Geely Holding Group) của Trung Quốc. Tập đoàn ô tô Volvo được thành lập năm 1927, tại Gothenburg, Thụy Điển. Volvo ban đầu là công ty con của nhà sản xuất ổ bi SKF. Ô tô Volvo thuộc sở hữu của Volvo AB cho đến năm 1999, khi nó bị công ty ô tô Ford thâu tóm và trở thành một phần của Premier Automotive Group. Năm 2010, Tập đoàn Cổ phần Cát Lợi mua lại Volvo từ Ford.
Thị trường chính của Volvo là Hoa Kỳ, Thụy Điển, Trung Quốc, Đức, Bỉ và Anh.